# Sopot Open Challenger
Il Sopot Open Challenger, noto come BNP Paribas Sopot Open per ragioni di sponsorizzazione, è stato un torneo di tennis professionistico maschile giocato su campi in terra rossa. Faceva parte dell'ATP Challenger Tour. Anche se avrebbe dovuto tenersi a Sopot, in Polonia, la prima edizione è stata giocata nella vicina città di Gdynia nel 2018 e per la seconda edizione il torneo è stato trasferito al Sopot Tenis Klub di Sopot nel 2019.

## Albo d'oro

### Singolare
| Anno | Campione          | Finalista            | Punteggio           |
| ---- | ----------------- | -------------------- | ------------------- |
| 2019 | Stefano Travaglia | Filip Horanský       | 6–4, 2–6, 6–2       |
| 2018 | Paolo Lorenzi     | Daniel Gimeno Traver | 7–6(2), 6(5)–7, 6–3 |

### Doppio
| Anno | Campione                        | Finalista                          | Punteggio        |
| ---- | ------------------------------- | ---------------------------------- | ---------------- |
| 2019 | Andre Begemann Florin Mergea    | Karol Drzewiecki Mateusz Kowalczyk | 6–1, 3–6, [10–8] |
| 2018 | Mateusz Kowalczyk Szymon Walków | Ruben Gonzales Nathaniel Lammons   | 7–6(6), 6–3      |